# Eremo di San Michele a Foce
L'eremo di San Michele a Foce è un piccolo edificio di culto situato nel monte San Michele, vicino Castel San Vincenzo, in provincia di Isernia,  all'interno del Parco nazionale d'Abruzzo, Lazio e Molise.

## Descrizione
Si ritiene che sia stato costruito in epoca medievale dai monaci benedettini, con datazioni oscillanti tra il 1027 e il XIII secolo. 
L'edificio si compone di due ambienti, uno inferiore, completamente spoglio, e uno superiore, all'interno del quale si trova un altare votivo, dedicato all'arcangelo Michele. 
All'esterno, a fianco dell'ingresso della stanza dedicata al culto, è affissa una campana; dalla terrazza antistante si apre il panorama sulla valle, dove si scorge il bacino artificiale del lago di San Vincenzo e le montagne circostanti.
L'eremo, situato a 930 m s.l.m., è raggiungibile solo a piedi percorrendo un sentiero che si arrampica sulla parete della montagna.
L'8 maggio di ogni anno si svolge una processione di fedeli che raggiunge l'eremo con la statua del santo.

## Galleria d'immagini

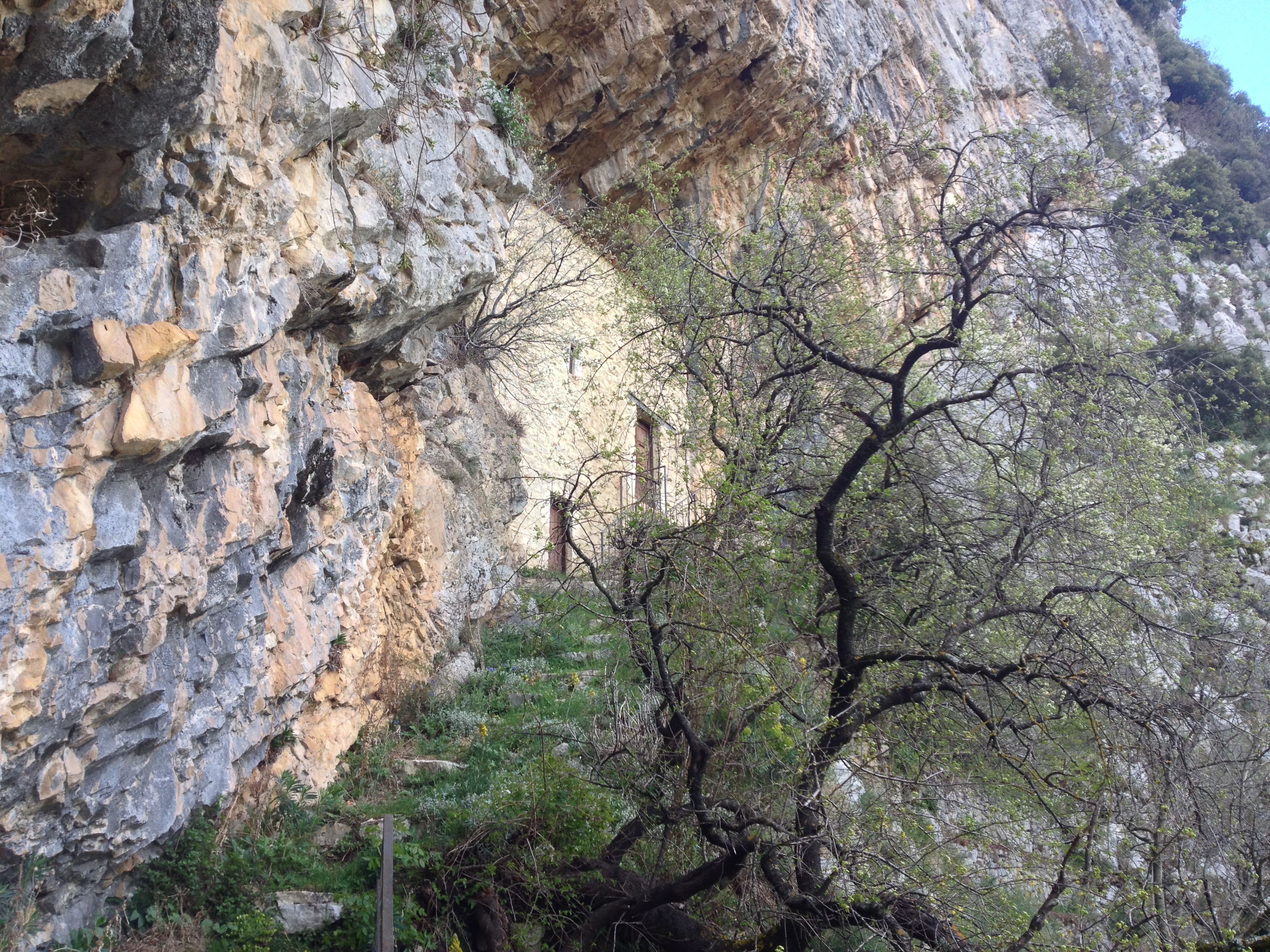
Avvistamento dell'eremo nell'ultimo tratto
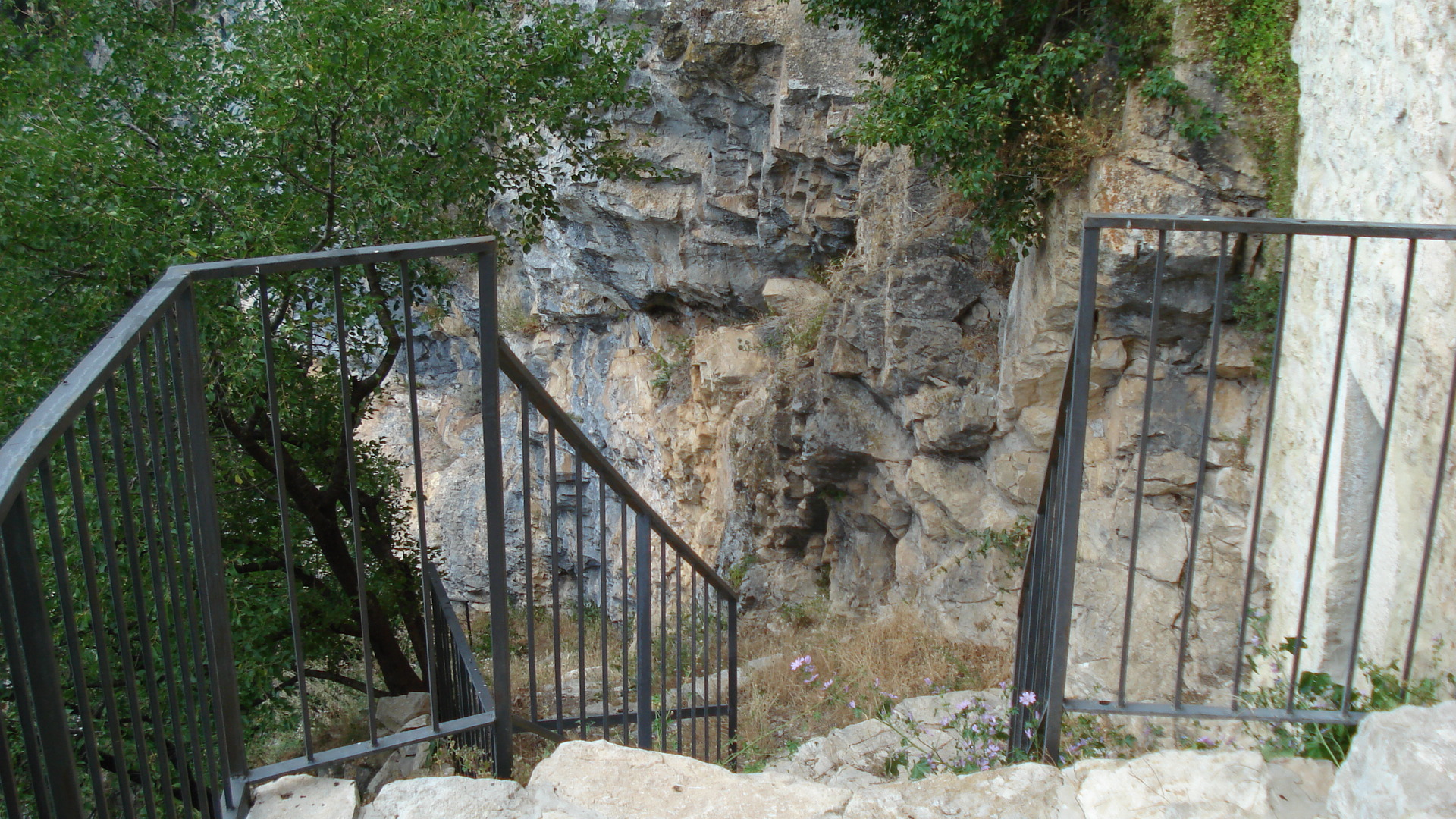
La scala di accesso vista dal balcone antistante l'eremo
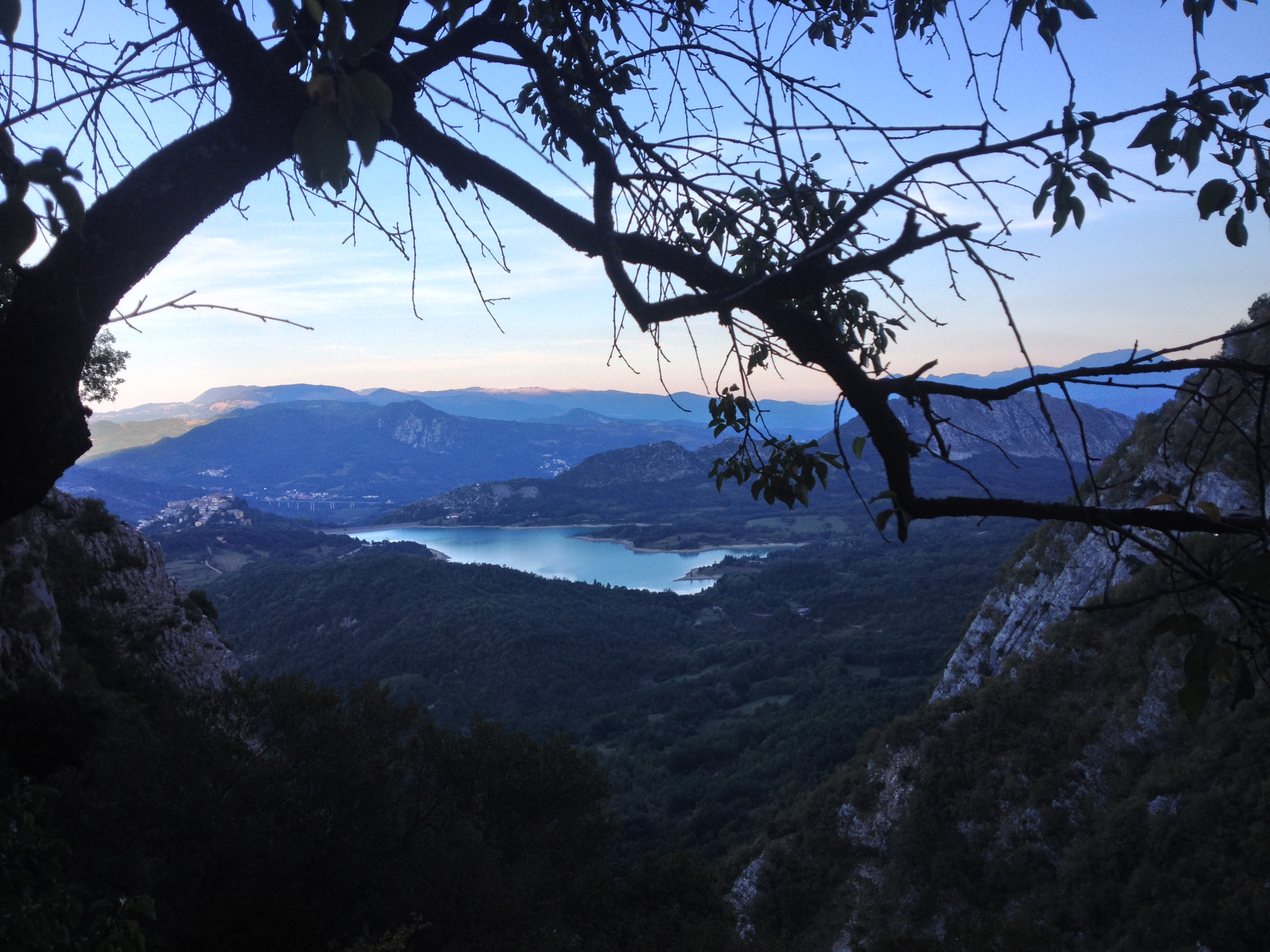
Veduta del lago artificiale di San Vincenzo al Volturno dalla terrazza dell'eremo
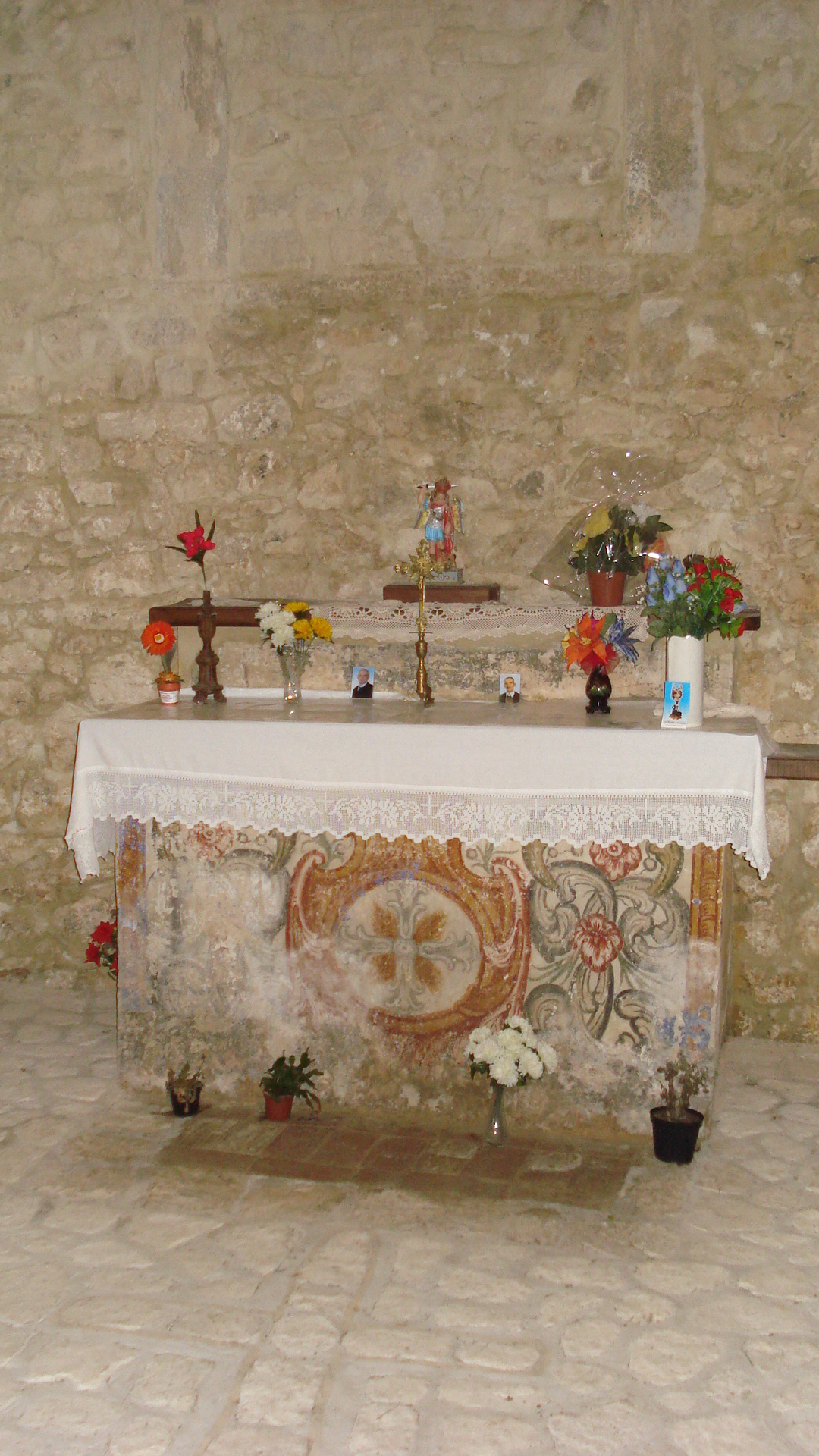
L'interno della cella cultuale dedicata a San Michele. L'arredo e le suppellettili possono variare